# Fabián Frías
Fabián Alberto Frias (Buenos Aires, 5 de marzo de 1971) es un exfutbolista y entrenador argentino que actualmente es gerente de 9 de Octubre de la Serie B de Ecuador.

## Trayectoria

### Como futbolista
Como futbolista salió campeón con Club Atlético Colegiales en el torneo Primera C del año 1992-1993. Mientras que al siguiente año ascendió con el Club Atlético Excursionista.

### Como entrenador
Comenzó a trabajar como preparador físico en Platense, Atlanta, All Boys, Deportivo Morón, River Plate y Sportivo Italiano.
En 2011 se trasladó a Perú y se unió al equipo de Guillermo Rivarola en Sporting Cristal como su asistente. También fue asistente de Rivarola en Deportivo Cuenca de Ecuador en 2013 y fue nombrado entrenador principal en abril de ese año después de que Rivarola se marchara.
Frias dejó Cuenca en diciembre de 2013, y fue nombrado al frente de Excursionistas en su país natal el 23 de diciembre de 2014; sin embargo, renunció al club el 7 de mayo siguiente y regresó a Ecuador el 20 de enero de 2016 después de ser nombrado entrenador de Gualaceo.
El 8 de diciembre de 2016, después de quedarse muy cerca de lograr el ascenso, asumió el cargo de entrenador del Colón F.C en la Serie B de Ecuador. Luego, dejó el club en junio y regresó a Gualaceo al mes siguiente.
Frias renunció a Gualaceo el 24 de abril de 2018, y fue nombrado entrenador de Técnico Universitario el 24 de julio. Sin embargo, fue destituido el 30 de abril de 2019 y luego nombrado al frente de Atlético Porteño el 27 de mayo.
Dejó Atlético Porteño el 30 de agosto de 2019 y fue nombrado entrenador de Manta. Ayudó al club a ascender a la Serie A en 2020, tras terminar en segundo lugar.
Frias dejó Manta en diciembre de 2021 y regresó el 15 de abril de 2022. Salió nuevamente el 20 de septiembre de 2023 y para incorporarse a Gualaceo tres días después.

## Clubes

### Estadísticas como entrenador
| Equipo                        | División  | Torneo | Estadísticas       |
| ----------------------------- | --------- | ------ | ------------------ |
| Equipo                        | División  | Torneo | Partidos Dirigidos |
| Deportivo Cuenca Ecuador      | Serie A   | 2013   | 32                 |
| Excurcionistas Argentina      | Primera C | 2015   | 14                 |
| Gualaceo S.C. Ecuador         | Serie B   | 2016   | 44                 |
| Colón Fútbol Club Ecuador     | Serie B   | 2017   | 19                 |
| Gualaceo S.C. Ecuador         | Serie B   | 2017   | 22                 |
| Gualaceo S.C. Ecuador         | Serie B   | 2018   | 23                 |
| Técnico Universitario Ecuador | Serie A   | 2018   | 21                 |
| Técnico Universitario Ecuador | Serie A   | 2019   | 11                 |
| Atlético Porteño Ecuador      | Serie B   | 2019   | 12                 |
| Manta F.C. Ecuador            | Serie B   | 2019   | 2                  |
| Manta F.C. Ecuador            | Serie B   | 2020   | 18                 |
| Manta F.C. Ecuador            | Serie A   | 2021   | 30                 |
| Manta F.C. Ecuador            | Serie B   | 2022   | 33                 |
| Manta F.C. Ecuador            | Serie B   | 2023   | 31                 |
| Gualaceo S.C. Ecuador         | Serie A   | 2023   | 8                  |
| Gualaceo S.C. Ecuador         | Serie B   | 2024   | 8                  |
| TOTAL                         | TOTAL     | TOTAL  | 328                |

### Como entrenador
| Club                         | País      | Año         |
| ---------------------------- | --------- | ----------- |
| Sporting Cristal (Asistente) | Perú      | 2010 - 2011 |
| Deportivo Cuenca             | Ecuador   | 2013        |
| Excursionistas               | Argentina | 2015        |
| Gualaceo                     | Ecuador   | 2016        |
| Colón Fútbol Club            | Ecuador   | 2017        |
| Gualaceo                     | Ecuador   | 2017        |
| Técnico Universitario        | Ecuador   | 2018 - 2019 |
| Atlético Porteño             | Ecuador   | 2019        |
| Manta F.C.                   | Ecuador   | 2019-2023   |
| Gualaceo                     | Ecuador   | 2023-2024   |

## Palmarés

### Campeonatos nacionales
| Título                              | Club  | País    | Año  |
| ----------------------------------- | ----- | ------- | ---- |
| Subcampeón de la Serie B de Ecuador | Manta | Ecuador | 2020 |